# Behta Hajipur
Behta Hajipur là một thị trấn thống kê (census town) của quận Ghaziabad thuộc bang Uttar Pradesh, Ấn Độ.

## Nhân khẩu
Theo điều tra dân số năm 2001 của Ấn Độ, Behta Hajipur có dân số 94.414 người. Phái nam chiếm 54% tổng số dân và phái nữ chiếm 46%. Behta Hajipur có tỷ lệ 60% biết đọc biết viết, cao hơn tỷ lệ trung bình toàn quốc là 59,5%: tỷ lệ cho phái nam là 69%, và tỷ lệ cho phái nữ là 50%. Tại Behta Hajipur, 19% dân số nhỏ hơn 6 tuổi.